# Friuli Grave Cabernet Sauvignon
Le Friuli Grave Cabernet Sauvignon est un vin italien produit dans la région Frioul-Vénétie Julienne, doté d'une appellation DOC depuis le 1er octobre 1985. Seuls ont droit à la DOC les vins rouges récoltés à l'intérieur de l'aire de production définie par le décret.

## Caractéristiques organoleptiques
- couleur : rouge rubis plus ou moins intense, tendant au rouge orange avec le vieillissement
- odeur : vineux, intense, épicé
- saveur : sèche, tannique, harmonique

Le Friuli Grave Cabernet Sauvignon se déguste à une température comprise entre 15 et 17 °C. Il se gardera 2 - 4 ans, parfois plus.

## Association de plats conseillée
Les viandes rouges grillées.

## Production
Province, saison, volume en hectolitres :
- Pordenone (1990/91) 2054,92
- Pordenone (1991/92) 4340,03
- Pordenone (1992/93) 7137,69
- Pordenone (1993/94) 11884,74
- Pordenone (1994/95) 16254,31
- Pordenone (1995/96) 18012,8
- Pordenone (1996/97) 23867,66
- Udine (1990/91) 1286,1
- Udine (1991/92) 1617,59
- Udine (1992/93) 2270,52
- Udine (1993/94) 2861,99
- Udine (1994/95) 4390,76
- Udine (1995/96) 4308,88
- Udine (1996/97) 4665,59